# Liste der Kellergassen in Meiseldorf
Die Liste der Kellergassen in Meiseldorf führt die Kellergassen in der niederösterreichischen Gemeinde Meiseldorf an.
| Foto |                 | Kellergasse          | Standort                      | Beschreibung |
| ---- | --------------- | -------------------- | ----------------------------- | --- |
| ja   | Datei hochladen | Eggenburger Straße   | KG: Kattau Standort           | Die einseitige Einzelkellergasse liegt an einer Geländekante am östlichen Ortsrand. Sie besteht aus elf Objekten und hat eine Länge von 100 Metern.                                            |
| ja   | Datei hochladen | Friedhofsweg         | KG: Kattau Standort           | Die beidseitige Einzelkellergasse liegt in einem Graben an der Ortsausfahrt nach Süden. Sie besteht aus 15 Objekten und hat eine Länge von 150 Metern. Die älteste Datierung ist von 1962.     |
| ja   | Datei hochladen | Maigner Straße       | KG: Kattau Standort           | Die beidseitige Einzelkellergasse liegt in einem Graben an der Ortsausfahrt nach Westen. Sie besteht aus zwölf Objekten und hat eine Länge von 100 Metern. Die älteste Datierung ist von 1932. |
| ja   | Datei hochladen | Missingdorfer Straße | KG: Kattau Standort           | Die beidseitige Einzelkellergasse liegt in einem Graben an der Ortsausfahrt nach Norden. Sie besteht aus 14 Objekten und hat eine Länge von 150 Metern. Die älteste Datierung ist von 1805.    |
| ja   | Datei hochladen | Nördliches Hintaus   | KG: Klein-Meiseldorf Standort | Die einseitige Einzelkellergasse liegt an einer Geländekante im nördlichen Hintaus. Sie besteht aus 14 Objekten und hat eine Länge von 150 Metern. Die älteste Datierung ist von 1865.         |

| Foto:                    | Fotografie der Kellergasse (Gesamtheit). Klicken des Fotos erzeugt eine vergrößerte Ansicht. Daneben finden sich zwei Symbole: \| Weitere Bilder vorhanden \| Das Symbol bedeutet, dass weitere Fotos des Objekts verfügbar sind. Durch Klicken des Symbols werden sie angezeigt. \| \| Eigenes Foto hochladen \| Durch Klicken des Symbols können weitere Fotos des Objekts in das Medienarchiv Wikimedia Commons hochgeladen werden. \| |
| Name:                    | Bezeichnung der Kellergasse |
| Standort:                | Es ist die Katastralgemeinde (KG) angegeben. Durch Aufruf des Links Standort wird die Lage der Kellergasse in verschiedenen Kartenprojekten angezeigt. |
| Beschreibung             | Kurze Beschreibung der Kellergasse |
| Weitere Bilder vorhanden | Das Symbol bedeutet, dass weitere Fotos des Objekts verfügbar sind. Durch Klicken des Symbols werden sie angezeigt. |
| Eigenes Foto hochladen   | Durch Klicken des Symbols können weitere Fotos des Objekts in das Medienarchiv Wikimedia Commons hochgeladen werden. |